# Dosilia
Dosilia is een geslacht van sponsdieren uit de familie van de Spongillidae.

## Soorten
- Dosilia brouni (Kirkpatrick, 1906)
- Dosilia palmeri (Potts, 1885)
- Dosilia plumosa (Carter, 1849)
- Dosilia pydanieli Volkmer-Ribeiro, 1992
- Dosilia radiospiculata (Mills, 1888)